# Амион Савојски
Амион Савојски, звани „Миран“ (на италијанском: Aimone di Savoia, il Pacifico; * 15. децембар 1273. године, Бург-ан-Бресе, данашња Француска; † 22. јун 1343. године, Монтмелијан, Француска) из династије Савоја, био је од 1329. године, 16. гроф Савојски, гроф од Аосте и Моријена. Надимак је добио због своје мудре владавине и због својих добрих закона.

## Порекло
Ајмон је, према француском историчару Самјуелу Гишенону, био трећи син Амадеа V (* 1252, † 1323. године), грофа од Савоје, од Аосте и Моријена, и његове прве жене Сибиле или Симоне де Боже (* 1255, † 1294. године). Његови деда и бака по оцу били су Томас II, гроф од Пијемонта и грофица Беатрис Фиески, а деда и бака по мајци били су Гиј II де Божо, војвода од Бо-Бреса и војвоткиња Дафина де Сен Боне  (не Беатрис од Монферата , ћерка маркиза Вилијама VI од Монтферата ). Има два брата и пет сестара:
- Бона (* 1275, † 1300. године), дофина од Виена и грофица од Албона, Гренобла, Уазина, Бриансона, Амбреуна и Гапа као жена грофа Жана I, и господарица од Монтбрисона као супруга Хуга I од Бургундије;
- Елеонора (* 1279, † 1324. године), грофица од Оксера и од Тонера као жена Вилхелма од Шалона, господарица Сен Ермина као жена Дреуа IV де Мелоа и грофица од Фореза као жена Жана I;
- Жан (* 1280, † 1284);
- Беатриче (* 1281, † 1294. године);
- Едвард „Либерал“ (* 1274, † 1329. године), гроф од Савоја, Аосте и Моријене (1323-1329. године), муж Бланше од Бургундије;
- Агнес (* 1286, † 1322), грофица од Женеве као супруга Вилхелма III;
- Маргарита (* 1280, † 1339. гоидне), маркгрофица од Монферата као жена маркгрофа Јована I.

Имао је и четири полусестре из другог брака свог оца, међу њима Ану (* 1306, † 1359. године), царицу Византије као супругу цара Андроника III Палеолога.

## Биографија

### Младост
Ајмон је рођен 15. децембра 1291. године у граду Бург-ен-Бресу, када је његов најстарији брат Жан већ умро. Његов стриц, Филип I, гроф Савојски, такође је умро и наследио га је Ајмонов отац Амадео као гроф Амадео V.
Почетком 1294. године, његова мајка Сибила је написала тестамент којим је свом мужу и својим петоро још живе деце, међу којима је био и Ајмон, поделила разна наследства. Године 1307, његов отац гроф Амадео V написао је тестамент у којем је Едварда, најстаријег од својих синова, прогласио својим јединим наследником у Контаду, у Савоји, а такође је оставио различита наследства деци из првог брака, укључујући Ајмона, и деци из његовог другог брака, ако их буде имао.
Његов отац гроф Амадео V умро је 1323. године,  док је био у Авињону да се састане са папом Јованом XXII да га подстакне да предузме крсташки рат у корист Византијског царства, које је подлегло нападима Османског царства. Наследио га је Ајмонов старији брат Едвард.
Ајмон је стекао црквено образовање и био је каноник катедрале у Лиону и Паризу. Док се спремао да прати краља Француске у Авињон да се састане са папом Јованом XXII у Генцију, његов брат гроф Едвард се разболео и изненада умро 4. новембра 1329. године,  имао је 45 година. Бискуп Женеве га је обавестио да је Савојска генерална скупштина донела декрет да Ајмон наследи његовог брата, који је имао само једну ћерку, Жану. Ајмон, који никада није био рукоположен за свештеника, напустио је црквену службу и наследио грофа Едварда. Убрзо након свог ступања на престо, успоставио је стални врховни суд у Шамберију и успоставио канцеларију „канцелара“ као главног помоћника грофа у државним пословима.

## Гроф Савоје
Његова синовица Жана узалуд је тражила наследство свог оца Едварда Либерала. Након што се удала за Жана III Доброг, војводу од Бретање, он је подржао њене претензије на Савојску грофовију и, одбивши понуде грофа Савојског, Ајмона, закључио је војни уговор са дофеном од Вјена-Гуигом VIII де ла Тур ду Пен да је освоје грофовију. Генералне скупштине Савоје, примењујући Салијски закон, су потврдиле Ајмона за савојског грофа, док су невоље код Дофен уклониле изгледе за рат. Спор између грофа Ајмона и војвоткиње Жане трајао је још неколико година и решен је 1339. године, када се она одрекла својих претензија у замену за 6.000 ливра годишње, што је потврдио Ајмон.
Односи са Дофеном били су контроверзни, пошто је војвода Гиг VIII увек био спреман да за себе тражи земље и замкове. Након три године борбе против њега, војвода Гиг VIII је умро 1333. године, и постигнуто је примирје. Гроф Ајмон, пошто је сазнао да је наследник војводе Гига VIII његов брат Хумберт II, барон од Фосинија, који се налазио у Напуљском краљевству, одлучио је да склопи примирје. Војвода Хумберт II је то ценио и 1334. године, уз посредовање краља Француске Филипа VI Валоа, потписан је мир. Тих година, гроф од Женеве Ајмон III се удружио са грофом Ајмоном Савоја, признавши себе као вазала грофа од Савоје.
Након што су непријатељства између Француске и Енглеске оживела, гроф Ајмон се борио у Фландрији за Французе пришавши у помоћ краљу Филипу VI против енглеског краља Едварда III на почетку Стогодишњег рата. Године 1339. послао је трупе под командом свог рођака Лудвига II од Савој-Воа. Затим, учествујући у одбрани Турнеа током енглеске опсаде и бивајући постављен за мировног преговарача између два монарха, гроф Ајмон је успео 1340. године у Арасу да успостави двогодишње примирје са краљем Едвардом III Плантагенетом.

## Смрт
Ајмон је, након што је остао удовац у децембру 1342. године, погођен изненадном тешком болешћу. 11. јуна 1343. године, написао је тестамент у којем је тражио да буде сахрањен у опатији Откомбе и, подсећајући да је печатом француског краља коначно решио проблем наслеђа у грофовији Савоја, он је прогласио своје троје законите деце за наследнике – још живе Бјанку, Жана и Амадеа. Ајмон је умро у 51. години 22. јуна 1343. године, у Монтмелијану. Данас су сачувани само грофовски надгробни споменици, јер су за време Француске револуције опатију заузели јакобинци, који су насилно провалили у њену гробницу и уништили његове посмртне остатке заједно са осталим представницима Савојске династије.
Ајмона је наследио његов најстарији син Амадео, по имену гроф Амадео VI, стар око 10 година, под намесништвом његових рођака Луја II од Савој-Воа и Амадеа III од Женеве, који су владали грофовијом Савојом до његовог пунолетства.

## Брак и потомство
∞ 1. маја 1330. године, у Казалеу са Јоландом Палеолог (* јун 1318, Монкалво; † 24. децембар 1342. године), господарица Каселе Цирио и Ланца, кћерка маркиза Теодора I Палеолога, маркгрофа од Монферата и принца Византије, и његове жене Аргентине Спиноле. имали су три сина и две ћерке:
- Бјанка Марија Савојска (* око 1335, Шамбери, Савојска грофовија; † 31. децембар 1387. године, Павија, Војводство Милано), савладар  Миланског војводства; ∞ 1350. године, за Галеаца II Висконтија (* 1320, † 1378. године), господара Милана, имали су једног сина и једну или две ћерке;
- Амадео VI Савојски, „Зелени гроф“ (* 4. јануар 1334, замак Шамбери, грофовија Савоја; † 1. март 1383. године, замак Санто Стефано, Кампобасо), 17. гроф од Савоје, Аосте и Моријена; ∞ 1355. године, у Паризу Боном Бурбон (* 1341, † 19. јануар 1402. године), кћерка војводе Пјера I Бурбона и синовица француског краља Филипа VI, имали су два сина и вероватно једну ћерку;
- Јован Савојски (* септембар 1338, † 1345. године);
- Катарина Савојска (* 1342, † 11. јун 1343. године), не помиње се ни у мајчином[36] ни у очевом тестаменту[26][37];
- Лудвиг Савојски (*/† 24. јануар 1342. године, Шамбери), мајка му је умрла при његовом рођењу.

Поред тога, имао је неколико ванбрачне деце од непознатих жена,  сва одгајана на двору:
- Хумберт Ванбрачни Савојски († 1374. године), господар од Арвијара, родоначелник породице Савој-Арвијар; ∞ са 1. Хенриетом де Арвилард, имали су два сина и једну кћер 2. Маргарита де Вилете-Чеврон;[40]
- Огиер Ванбрачна Савојска († 1372. године), помиње се у тестаменту његовог оца[26]; ∞ са 1. Жана де Меира 2. за Бернарда де Севенеса;
- Јован (Ђовани) ванбрачни Савојски († 1347. године), каноник катедрале у Лозани (1341. године), кантор Женевске катедрале (1342/1349. године), помиње се у тестаменту свог оца;[26]
- Доната Нелегитимна Савојска († 11. јуна 1341. године), монахиња у Бонзеу у Бугету, поменута у тестаменту свог оца;[26]
- Амадео Ванбрачни Савојски († 1346. године), помиње се у тестаменту његовог оца;[26]
- Ћерка Ванбрачна Савојске († 15. фебруар 1381. године), ∞ за Хугонин де Луценгес, Лорд  Луценгес[40]
- Нелегитимни Антон Савојски († 1374. године), вероватно;
- Марија Ванбрачна Савојска (необјављена), вероватно верена 1335. године, за Андреу Буонкристијанија из Пизе.

### Примарни извори
- Matthæi Parisiensis, Monachi Sancti Albani, Chronica Majorar, vol. V.
- Monumenta Germaniae Historica, Scriptores, Tomus XXIV.
- Matthæi Parisiensis, Monachi Sancti Albani, Chronica Majorar, vol. IV.
- Recueil des historiens des Gaules et de la France. Tome 20.
- Recueil des historiens des Gaules et de la France. Tome 21.
- Mémoires et documents publiés par la Société d'histoire et d'archéologie de Genève - tome 9
- Preuves de l'Histoire généalogique de la royale maison de Savoie, justifiée par titres, ..par Guichenon, Samuel
- Chartes du diocèse de Maurienne.

### Историографска литература
- Histoire de Savoie, d'après les documents originaux,... par Victor ... Flour de Saint-Genis. Tome 1
- Histoire généalogique de la royale maison de Savoie, justifiée par titres, ..par Guichenon, Samuel
- Histoire de la Maison de Savoie
- Titres de la maison ducale de Bourbon
- Testamenti di sovrani e principi di Savoia
- Museo scientifico, letterario ed artistico:Beatrice Fieschi, pagg. 53 e 54
- Francesco Cognasso. AIMONE, conte di Savoia., в Dizionario biografico degli italiani, vol. 1, Roma, Istituto dell'Enciclopedia Italiana, 1960
- Marie José: Das Haus Sayoven, Pro Castellione, 1994.
- Bernard Demotz (2000). Le comté de Savoie du XIe au XVe siècle: Pouvoir, château et État au Moyen Âge. ISBN 2-05101-676 Проверите вредност параметра |isbn=: length (помоћ)., Genève, Slatkine.